# Championnat du monde double mixte de curling 2025
Navigation
Édition précédente Édition suivante
Le Championnat du monde double mixte de curling 2025 se déroule à la Willie O'Ree Place à Fredericton, Nouveau-Brunswick (Canada) du 26 avril au 3 mai 2025.
Le format du championnat comporte une phase de poule avec deux groupes qui s'affrontent en tournoi à la ronde de dix équipes. Seize équipes sont issus du précédent championnat et les quatre autres sont issus d'un championnat de qualification (Espagne, Nouvelle-Zélande, Turquie et Finlande).
Les six meilleures équipes se sont qualifiées pour la phase finale avec les quarts de finales sauf les deux meilleures équipes qui entre directement pour les demi-finales.
Fredericton accueille également en parallèle le championnats du monde de curling seniors WCF 2025.

## Équipes
| Australie- ♀ Tahli Gill - ♂ Dean Hewitt             | Canada- ♀ Jocelyn Peterman - ♂ Brett Gallant   | Chine- ♀ Han Yu - ♂ Wang Zhiyu                   | Tchéquie- ♀ Julie Zelingrová - ♂ Vít Chabičovský |
| Danemark - ♀Jasmin Holtermann - ♂ Henrik Holtermann | Estonie - ♀Marie Kaldvee - ♂ Harri Lill        | Finlande - ♀Tiina Suuripää - ♂ Tomi Rantamäki    | Allemagne - ♀Pia-Lisa Schöll - ♂ Joshua Sutor    |
| Italie - ♀ Stefania Constantini - ♂ Amos Mosaner    | Japon - ♀ Chiaki Matsumura - ♂ Yasumasa Tanida | Pays-Bas - ♀ Lisenka Bomas - ♂ Wouter Gösgens    | Nouvelle-Zélande - ♀ Jessica Smith - ♂ Ben Smith |
| Norvège - ♀Kristin Skaslien - ♂ Magnus Nedregotten  | Écosse - ♀Jennifer Dodds - ♂ Bruce Mouat       | Corée du Sud - ♀ Kim Kyeong-ae - ♂ Seong Ji-hoon | Espagne - ♀Oihane Otaegi - ♂ Mikel Unanue        |
| Suède - ♀Anna Hasselborg - ♂ Oskar Eriksson         | Suisse - ♀Alina Pätz - ♂ Sven Michel           | Turquie - ♀Dilşat Yıldız - ♂ Bilal Ömer Çakır    | États-Unis - ♀Cory Thiesse - ♂ Korey Dropkin     |

## Premier tour
- A l'issue des 18 sessions, les 3 premiers de chaque groupe sont qualifiés pour la phase finale : les 2 premiers directement en demi-finale, les 4 autres en quarts de finale.
- A l'issue des 18 sessions, ces équipes s'affrontent dans un ultime match et le perdant sera relégué
- A l'issue des 18 sessions, ces équipes sont relégués

| Pays         | Athlètes                              | V | D | V-D | PP | PC | Manches gagnées | Manches perdues | Manches blanches | Vols pour | Tirs % | DSC   |
| ------------ | ------------------------------------- | - | - | --- | -- | -- | --------------- | --------------- | ---------------- | --------- | ------ | ----- |
| Italie       | Stefania Constantini / Amos Mosaner   | 9 | 0 | –   | 73 | 35 | 41              | 25              | 0                | 15        | 82.9%  | 17.86 |
| Écosse       | Jennifer Dodds / Bruce Mouat          | 7 | 2 | 1–0 | 68 | 44 | 35              | 30              | 0                | 9         | 83.3%  | 27.93 |
| Canada       | Jocelyn Peterman / Brett Gallant      | 7 | 2 | 0–1 | 76 | 45 | 38              | 30              | 0                | 9         | 84.1%  | 26.44 |
| Suède        | Anna Hasselborg / Oskar Eriksson      | 6 | 3 | –   | 64 | 49 | 38              | 30              | 0                | 9         | 85.6%  | 22.22 |
| Finlande     | Lotta Immonen / Markus Sipilä         | 5 | 4 | –   | 55 | 64 | 30              | 36              | 0                | 11        | 74.1%  | 42.18 |
| Corée du Sud | Kim Kyeong-ae / Seong Ji-hoon         | 4 | 5 | –   | 59 | 64 | 33              | 34              | 0                | 7         | 75.8%  | 36.74 |
| Allemagne    | Pia-Lisa Schöll / Joshua Sutor        | 2 | 7 | 2–0 | 44 | 69 | 28              | 36              | 0                | 6         | 68.3%  | 50.94 |
| Danemark     | Jasmin Holtermann / Henrik Holtermann | 2 | 7 | 1–1 | 37 | 59 | 30              | 38              | 0                | 3         | 72.7%  | 31.90 |
| Chine        | Han Yu / Wang Zhiyu                   | 2 | 7 | 0–2 | 46 | 66 | 32              | 36              | 0                | 8         | 79.4%  | 31.46 |
| Pays-Bas     | Lisenka Bomas / Wouter Gösgens        | 1 | 8 | –   | 38 | 66 | 29              | 39              | 0                | 9         | 75.6%  | 34.43 |

| Pays             | Athlètes                              | V | D | V-D | PP | PC | Manches gagnées | Manches perdues | Manches blanches | Vols pour | Tirs % | DSC   |
| ---------------- | ------------------------------------- | - | - | --- | -- | -- | --------------- | --------------- | ---------------- | --------- | ------ | ----- |
| Australie        | Tahli Gill / Dean Hewitt              | 8 | 1 | –   | 68 | 40 | 36              | 29              | 0                | 9         | 83.4%  | 19.91 |
| Estonie          | Marie Kaldvee / Harri Lill            | 6 | 3 | 1–1 | 63 | 53 | 35              | 34              | 0                | 6         | 79.0%  | 20.29 |
| États-Unis       | Cory Thiesse / Korey Dropkin          | 6 | 3 | 1–1 | 74 | 43 | 39              | 25              | 0                | 13        | 87.0%  | 22.61 |
| Norvège          | Kristin Skaslien / Magnus Nedregotten | 6 | 3 | 1–1 | 67 | 59 | 35              | 34              | 0                | 10        | 79.0%  | 24.09 |
| Nouvelle-Zélande | Jessica Smith / Ben Smith             | 5 | 4 | 2–0 | 59 | 60 | 32              | 33              | 0                | 8         | 74.3%  | 35.32 |
| Suisse           | Alina Pätz / Sven Michel              | 5 | 4 | 1–1 | 61 | 48 | 38              | 31              | 0                | 12        | 81.8%  | 22.13 |
| Japon            | Chiaki Matsumura / Yasumasa Tanida    | 5 | 4 | 0–2 | 62 | 51 | 39              | 31              | 0                | 15        | 76.9%  | 21.41 |
| Tchéquie         | Julie Zelingrová / Vít Chabičovský    | 3 | 6 | –   | 50 | 53 | 34              | 37              | 1                | 12        | 75.8%  | 33.74 |
| Turquie          | Dilşat Yıldız / Bilal Ömer Çakır      | 1 | 8 | –   | 33 | 77 | 25              | 39              | 0                | 5         | 72.4%  | 63.01 |
| Espagne          | Oihane Otaegi / Mikel Unanue          | 0 | 9 | –   | 27 | 80 | 21              | 41              | 0                | 2         | 65.3%  | 46.88 |

## Phase finale
Heure locale : UTC-04:00

### Repêchage
3 mai à 10h
| Équipes                            | 1 | 2 | 3 | 4 | 5 | 6 | 7 | 8 | Total |
| ---------------------------------- | - | - | - | - | - | - | - | - | ----- |
| Danemark (Holtermann / Holtermann) | 2 | 2 | 2 | 1 | 1 | 1 | X | X | 9     |
| Turquie (Yıldız / Çakır)           | 0 | 0 | 0 | 0 | 0 | 0 | X | X | 0     |

| Équipes                             | 1 | 2 | 3 | 4 | 5 | 6 | 7 | 8 | Total |
| ----------------------------------- | - | - | - | - | - | - | - | - | ----- |
| Tchéquie (Zelingrová / Chabičovský) | 0 | 2 | 0 | 1 | 1 | 0 | 2 | 1 | 7     |
| Chine (Han / Wang)                  | 1 | 0 | 2 | 0 | 0 | 2 | 0 | 0 | 5     |

Concernant les équipes qui devront passer par le tournoi qualificatif l’année suivante:
- Les Pays-Bas et l'Espagne (qui ont fini dernier de leur groupe)
- La Turquie et la Chine (qui ont perdu aux repêchages)

### Tableau
|  | Quarts de finale | Quarts de finale |             |                        | Demi-finales | Demi-finales |  |  | Finale        | Finale        |
|  | Quarts de finale | Quarts de finale |             |                        | Demi-finales | Demi-finales |  |  | Finale        | Finale        |
|  |                  |                  |             |                        |              |              |  |  |               |               |
|  | 2 mai à 10h      | 2 mai à 10h      |             |                        | 2 mai à 18h  | 2 mai à 18h  |  |  | 3 mai à 14h00 | 3 mai à 14h00 |
|  | 2 mai à 10h      | 2 mai à 10h      |             |                        | 2 mai à 18h  | 2 mai à 18h  |  |  | 3 mai à 14h00 | 3 mai à 14h00 |
|  | 2 mai à 10h      | 2 mai à 10h      | Italie      | 7                      |              |              |  |  | 3 mai à 14h00 | 3 mai à 14h00 |
|  | Estonie          | 7                | Italie      | 7                      |              |              |  |  | 3 mai à 14h00 | 3 mai à 14h00 |
|  | Estonie          | 7                | Estonie     | 6                      |              |              |  |  | 3 mai à 14h00 | 3 mai à 14h00 |
|  | Canada           | 5                | Estonie     | 6                      |              |              |  |  | 3 mai à 14h00 | 3 mai à 14h00 |
|  | Canada           | 5                | 2 mai à 18h | 2 mai à 18h            | Italie       | 9            |  |  |               |               |
|  | 2 mai à 10h      |                  | 2 mai à 18h | 2 mai à 18h            | Italie       | 9            |  |  |               |               |
|  |                  | Écosse           | 2 mai à 18h | 2 mai à 18h            | 4            |              |  |  |               |               |
|  | Écosse           | Écosse           | 2 mai à 18h | 2 mai à 18h            | 4            | 7            |  |  |               |               |
|  | Écosse           | Écosse           | 9           |                        |              | 7            |  |  |               |               |
|  | États-Unis       | Écosse           | 9           | 5                      |              |              |  |  |               |               |
|  | États-Unis       | Australie        | 6           | 5                      |              |              |  |  |               |               |
|  |                  | Australie        | 6           | Match pour la 3e place |              |              |  |  |               |               |
|  |                  |                  |             |                        |              |              |  |  |               |               |
|  | 3 mai à 09h30    |                  |             |                        |              |              |  |  |               |               |
|  |                  |                  |             |                        |              |              |  |  |               |               |
|  | Estonie          | 2                |             |                        |              |              |  |  |               |               |
|  | Estonie          | 2                |             |                        |              |              |  |  |               |               |
|  | Australie        | 9                |             |                        |              |              |  |  |               |               |
|  | Australie        | 9                |             |                        |              |              |  |  |               |               |

### Quarts de finale
| Équipes                     | 1 | 2 | 3 | 4 | 5 | 6 | 7 | 8 | 9 | 10 | Total |
| --------------------------- | - | - | - | - | - | - | - | - | - | -- | ----- |
| Estonie (Kaldvee / Lill)    | 1 | 0 | 0 | 3 | 0 | 2 | 1 | 0 | X | X  | 7     |
| Canada (Peterman / Gallant) | 0 | 1 | 1 | 0 | 2 | 0 | 0 | 1 | X | X  | 5     |

| Équipes                        | 1 | 2 | 3 | 4 | 5 | 6 | 7 | 8 | 9 | 10 | Total |
| ------------------------------ | - | - | - | - | - | - | - | - | - | -- | ----- |
| Écosse (Dodds / Mouat)         | 4 | 0 | 0 | 2 | 0 | 0 | 1 | 0 | X | X  | 7     |
| États-Unis (Thiesse / Dropkin) | 0 | 1 | 1 | 0 | 1 | 1 | 0 | 1 | X | X  | 5     |

### Demi-finales
| Équipes                        | 1 | 2 | 3 | 4 | 5 | 6 | 7 | 8 | 9 | 10 | Total |
| ------------------------------ | - | - | - | - | - | - | - | - | - | -- | ----- |
| Italie (Constantini / Mosaner) | 1 | 0 | 1 | 0 | 3 | 0 | 1 | 0 | 1 | X  | 7     |
| Estonie (Kaldvee / Lill)       | 0 | 2 | 0 | 2 | 0 | 1 | 0 | 1 | 0 | X  | 6     |

| Équipes                   | 1 | 2 | 3 | 4 | 5 | 6 | 7 | 8 | 9 | 10 | Total |
| ------------------------- | - | - | - | - | - | - | - | - | - | -- | ----- |
| Australie (Gill / Hewitt) | 0 | 2 | 1 | 0 | 1 | 0 | 2 | 0 | X | X  | 6     |
| Écosse (Dodds / Mouat)    | 1 | 0 | 0 | 5 | 0 | 1 | 0 | 2 | X | X  | 9     |

### Troisième place
| Équipes                   | 1 | 2 | 3 | 4 | 5 | 6 | 7 | 8 | 9 | 10 | Total |
| ------------------------- | - | - | - | - | - | - | - | - | - | -- | ----- |
| Estonie (Kaldvee / Lill)  | 0 | 1 | 0 | 1 | 0 | 0 | X | X | X | X  | 2     |
| Australie (Gill / Hewitt) | 3 | 0 | 1 | 0 | 4 | 1 | X | X | X | X  | 9     |

### Finale
| Équipes                          | 1 | 2 | 3 | 4 | 5 | 6 | 7 | 8 | 9 | 10 | Total |
| -------------------------------- | - | - | - | - | - | - | - | - | - | -- | ----- |
| Italie (Constantini / Mosaner) X | 1 | 0 | 1 | 2 | 1 | 0 | 4 | X | X | X  | 9     |
| Écosse (Dodds / Mouat)           | 0 | 1 | 0 | 0 | 0 | 3 | 0 | X | X | X  | 4     |